# Szachista (miesięcznik)
Szachista – miesięcznik o tematyce szachowej, wydawany od 1991 roku do sierpnia 2000 roku przez Res Publica Press International, natomiast od sierpnia 2000 do roku 2002 przez Agencję TGG, wtedy została wprowadzona nowa szata graficzna, większa objętość, prezentacja władz Polskiego Związku Szachowego, przy jednoczesnym zachowaniu formatu i ciągłości periodyku.
Redaktorem naczelnym miesięcznika był Andrzej Filipowicz, mistrz międzynarodowy i arbiter klasy FIDE, uczestnik 6 olimpiad szachowych, 22 Kongresów FIDE i 18 finałów indywidualnych mistrzostw Polski, sędzia wielu meczów o mistrzostwo świata mężczyzn i kobiet, aktualnie redaktor naczelny „Magazynu Szachista”.